# Rodney Porter
Rodney Robert Porter, FRS, britanski biokemik, imunolog in akademik, nobelovec, * 8. oktober 1917, Newton-le-Willows, Lancashire, Združeno kraljestvo, † 6. september 1986, pri Beacon Hillu južno od Guildforda, Surrey, Združeno kraljestvo.
Kot raziskovalec Univerze v Oxfordu in kasneje Nacionalnega inštituta za medicinske raziskave je prispeval nekaj ključnih odkritij, ki so vodila do razvozlanja kemične zgradbe protiteles. Njegove raziskave so se dopolnjevale z delom Geralda Edelmana v ZDA, ki je vzporedno, a neodvisno od Porterjeve skupine raziskoval z istim ciljem. Z njim si je leta 1972 razdelil Nobelova nagrada za fiziologijo ali medicino. Kasneje se je ukvarjal z beljakovinami sistema komplementa.

## Življenjepis
Rodil se je kot mlajši od dveh bratov očetu uradniku pri železničarskem podjetju in materi učiteljici. Kot učenec ni izstopal, a mu je uspelo izpolniti pogoje za vpis na Univerzo v Liverpoolu, kjer se je usmeril v biokemijo, v prostem času pa je se aktivno ukvarjal s plezanjem.
Po diplomi je pričel doktorski študij biokemije na temo fosfolipidov, ki pa ga je že po nekaj tednih prekinila druga svetovna vojna, med katero je služil v Kraljevem inženirskem korpusu na severnoafriškem in sredozemskem bojišču ter zaključil aktivno služenje s činom majorja. Po tistem je šel na Univerzo v Cambridgeu, kjer je postal prvi doktorski študent kasnejšega nobelovca Fredericka Sangerja. Za imunologijo ga je navdušila knjiga Karla Landsteinerja Die Spezifizität der serologischen Reaktionen (Specifičnost seroloških reakcij, 1933), zato se je začel ukvarjati z vprašanjem, kako se lahko protitelesa s svojo navidez enotno zgradbo specifično vežejo na praktično neomejen nabor antigenov. V tem obdobju je spoznal svojo bodočo ženo Julio New, ki je takrat delovala kot asistentka na drugem oddelku univerze, in se poročil z njo marca 1948.
Po doktoratu istega leta se je zaposlil na Nacionalnem inštitutu za medicinske raziskave (NIMR) v Londonu, kjer je dobil dodatno spodbudo in se lotil raziskav. V tem času so že obstajale tehnike za ugotavljanje primarne zgradbe (aminokislinskega zaporedja) peptidov, ki pa niso bile uporabne za tako velike molekule, zato je želel s cepitvijo protiteles na funkcionalne enote najti manjšo enoto, odgovorno za specifičnost vezave. Uporabil je pristop s proteolitičnimi encimi in se naslednjih šest ukvarjal s problemom stabilnosti produktov. Sčasoma je sicer postal nezadovoljen nad svojim položajem na inštitutu, ki mu dolgo časa ni omogočal vzpostavitve lastne raziskovalne skupine, a boljšega delovnega mesta zaradi spleta okoliščin ni dobil, tako da je ostal. S pomočjo takrat nove tehnologije ionsko-izmenjevalna kromatografije je ob delnem izboljšanju pogojev (imel je majhno skupino, ki so jo sestavljali kemičarka Betty Press, dva tehnika in občasni podoktorski sodelavci) konec 1950. let dosegel preboj, ki je nato omogočil določitev natančne zgradbe podenot.
Kljub temu dolgoročno na inštitutu zanj ni bilo dovolj priložnosti, zato se je leta 1960 prijavil na razpis medicinske fakultete bolnišnice St. Mary's (takrat del Univerze v Londonu) s financiranjem podjetja Pfizer in bil izbran za prvega profesorja imunologije v Združenem kraljestvu, kljub temu, da ni imel medicinske izobrazbe. Nadaljeval je z raziskavami, pri katerih je uporabil proteolitični encim papain iz papaje, in na podlagi rezultatov leta 1962 predpostavil model štiriverižne zgradbe imunoglobulina G s stabilnimi strukturnimi verigami in variabilnimi verigami za vezavo z antigeni, ki z manjšimi popravki velja še danes. Leta 1967 je po smrti Hansa A. Krebsa prevzel njegov položaj profesorja biokemije na Univerzi v Oxfordu, kjer je vzpostavil enega prvih laboratorijev za določanje aminokislinskega zaporedja peptidov v državi. Z družino, ki je do takrat štela že pet otrok, se je preselil na posestvo pri kraju Witney nedaleč od Oxforda. S svojo raziskovalno skupino je iz živalskih poskusnih subjektov pridobil homogen vzorec protiteles in na njih, vzporedno z Edelmanom, do leta 1969 razvozlal zaporedje aminokislin, ki tvorijo variabilni del protitelesa, odgovoren za vezavo z antigeni. Ob tem je izboljševal tehniko sekveniranja aminokislin.
Tehnike je s pridom izkoristil pri svojem naslednjem cilju, določanju zgradbe beljakovin, ki sestavljajo sistem komplementa. Ta del imunskega sistema je pritegnil njegovo pozornost, ker je za človekovo zdravje pomemben posredno, prek aktivacije protiteles, pa tudi neposredno. S svojo raziskovalno skupino se je lotil določanja zgradbe več glavnih elementov sistema komplementa in biokemične kaskade njihove aktivacije, zavedel pa se je tudi, da so tehnike molekularne biologije ključne pri preučevanju tako variabilnega sistema. Zato se je pri starosti več kot 60 let priučil povsem novih tehnik ter objavil več zaporedij genov za beljakovine sistema komplementa.
Poleg raziskovalnega dela je bil nosilec različnih funkcij na oxfordski univerzi in drugih ustanovah. Med drugim je bil delegat univerzitetne založbe, predsednik botaničnega vrta, član uredniških odborov več znanstvenih revij in član Svêta za medicinske raziskave (Medical Research Council; 1970–1974).
V starejših letih je alpinizem zamenjal za pohodništvo, poleg tega pa se je aktivno ukvarjal tudi z vrtnarjenjem. Oktobra 1985 bi Rodney Porter dosegel starost, ko bi se moral po pravilih upokojiti kot profesor, a mu je Svet za medicinske raziskave ponudil obdržati položaj vodje oddelka za dodatna štiri leta, kar bi pomenilo, da bi se lahko povsem posvetil raziskavam. Le nekaj tednov pred tem pa je umrl v prometni nesreči na avtocesti južno od Londona, ko se je z ženo peljal na počitnice v Francijo.

## Priznanja
Konec 1960. let, še zlasti po objavi zgradbe protiteles, so njegove raziskave pritegnile pozornost širše strokovne javnosti. Že tri leta po njegovem najpomembnejšem odkritju, 1972, si je z Edelmanom, s katerim sta vzporedno razrešila enega velikih biokemijskih vprašanj tiste dobe, razdelil Nobelovo nagrado za fiziologijo ali medicino. Sledila so številna druga priznanja, med drugim mu je britanska Kraljeva družba podelila najprej kraljevo (1973) in deset let kasneje še Copleyjevo medaljo.
Kraljeva družba ga je že leta 1964 sprejela za člana, kasneje pa je bil izvoljen tudi za častnega člana Ameriške akademije umetnosti in znanosti ter tujega člana Nacionalne akademije znanosti ZDA. Več univerz, med njimi Univerza v Liverpoolu, Univerza v Londonu in Svobodna univerza v Bruslju, mu je podelilo častne doktorate.